# Stygobromus saltuaris
Stygobromus saltuaris is een vlokreeftensoort uit de familie van de Crangonyctidae. De wetenschappelijke naam van de soort is voor het eerst geldig gepubliceerd in 2001 door Wang & Holsinger.